# Heliotropium gracillimum
Heliotropium gracillimum är en strävbladig växtart som beskrevs av Bge. Heliotropium gracillimum ingår i Heliotropsläktet som ingår i familjen strävbladiga växter. Inga underarter finns listade i Catalogue of Life.